# Inhaler (gruppo musicale)
Gli Inhaler sono un gruppo rock irlandese originario di Dublino. La band è composta dal cantante Elijah Hewson (figlio di Paul Hewson, più noto come Bono, celebre cantante e frontman degli U2), dal bassista Robert Keating, dal chitarrista Josh Jenkinson e dal batterista Ryan McMahon.
La band ha debuttato nel 2015, ma è divenuta popolare nel 2020, quando si è classificata al quinto posto nel sondaggio musicale della BBC Sound of...
Gli Inhaler hanno pubblicato otto singoli, I Want You, It Won't Always Be Like This, My Honest Face, Ice Cream Sundae, We Have to Move On, Falling In, When It Breaks e, più recentemente, Cheer Up Baby. Il loro album di debutto, It Won't Always Be Like This, è uscito il 16 luglio 2021.

## Storia

### 2015-2017: I primi anni
Originariamente formata nel 2012 al St Andrews College di Blackrock, Dublino, la band ha deciso di chiamarsi Inhaler solo nel 2015. Jenkinson si è unito alla band appena dopo la scelta del nome.

### 2018-presente:It Won't Always Be Like This
Il gruppo ha autoprodotto il singolo di debutto "I Want You" nel 2017. Il singolo è stato presentato su Garageland Volume 1, pubblicato il 14 aprile 2017. Questo singolo è stato poi seguito da altri tre singoli nel 2019, It Won't Always Be Like This, My Honest Face e Ice Cream Sundae. La band si è classificata al quinto posto nel sondaggio musicale annuale della BBC, Sound of 2020 . Il 21 gennaio 2020, il gruppo ha pubblicato il loro quarto singolo, We Have to Move On.
Durante i tour del 2019-2020, la band ha pubblicato un EP debutto omonimo contenente i singoli It Won't Always Be Like This, Oklahoma (Late Night Version), My Honest Face e There's No Other Place.
Per il Record Store Day 2020, la band ha pubblicato un vinile in edizione limitata, contenente i loro singoli.
La band è stata uno dei vincitori del Music Moves Europe Talent Award 2021 ed è stata anche selezionata per gli MTV PUSH UK & IRE 2021.
Il 17 marzo 2021, con la pubblicazione del singolo Cheer Up Baby, ha annunciato l'uscita del loro album di debutto, It Won't Always Be Like This, che è stato pubblicato il 16 luglio 2021. Il 13 ottobre 2022 pubblicano il singolo Love Will Get You There che anticipa il secondo album in uscita il 17 febbraio 2023 ed è accompagnato da un video ufficiale che richiama i programmi musicali in tv degli anni settanta.

## Formazione
- Elijah Hewson - voce solista, chitarra ritmica, chitarra solista (2012-presente)
- Robert Keating - basso, cori (2012-presente)
- Josh Jenkinson - chitarra solista, chitarra ritmica (2012-presente)
- Ryan McMahon - batteria (2012-presente)

Louis Lambert (tastiere e sintetizzatore) si unisce alla band per esibizioni dal vivo.

## Discografia

### Album in studio
- 2021 – It Won't Always Be Like This
- 2023 – Cuts and Bruises
- 2025 – Open Wide

### EP
- 2018 – I Want You

### Singoli
- 2018 – I Want You
- 2019 – It Won't Always Be Like This
- 2019 – My Honest Face
- 2019 – Ice Cream Sundae
- 2020 – We Have To Move On
- 2020 – Falling In
- 2020 – When It Breaks
- 2021 – Cheer Up Baby
- 2022 – Love Will Get You There

## Riconoscimenti
| Anno | Organizzazione | Premio        | Posizione | Ref.   |
| ---- | -------------- | ------------- | --------- | ------ |
| 2020 | NME            | The NME100    | Inclusi   | [ 13 ] |
| 2020 | BBC            | Sound of 2020 | 5°        | [ 14 ] |